# William Sawrey Gilpin

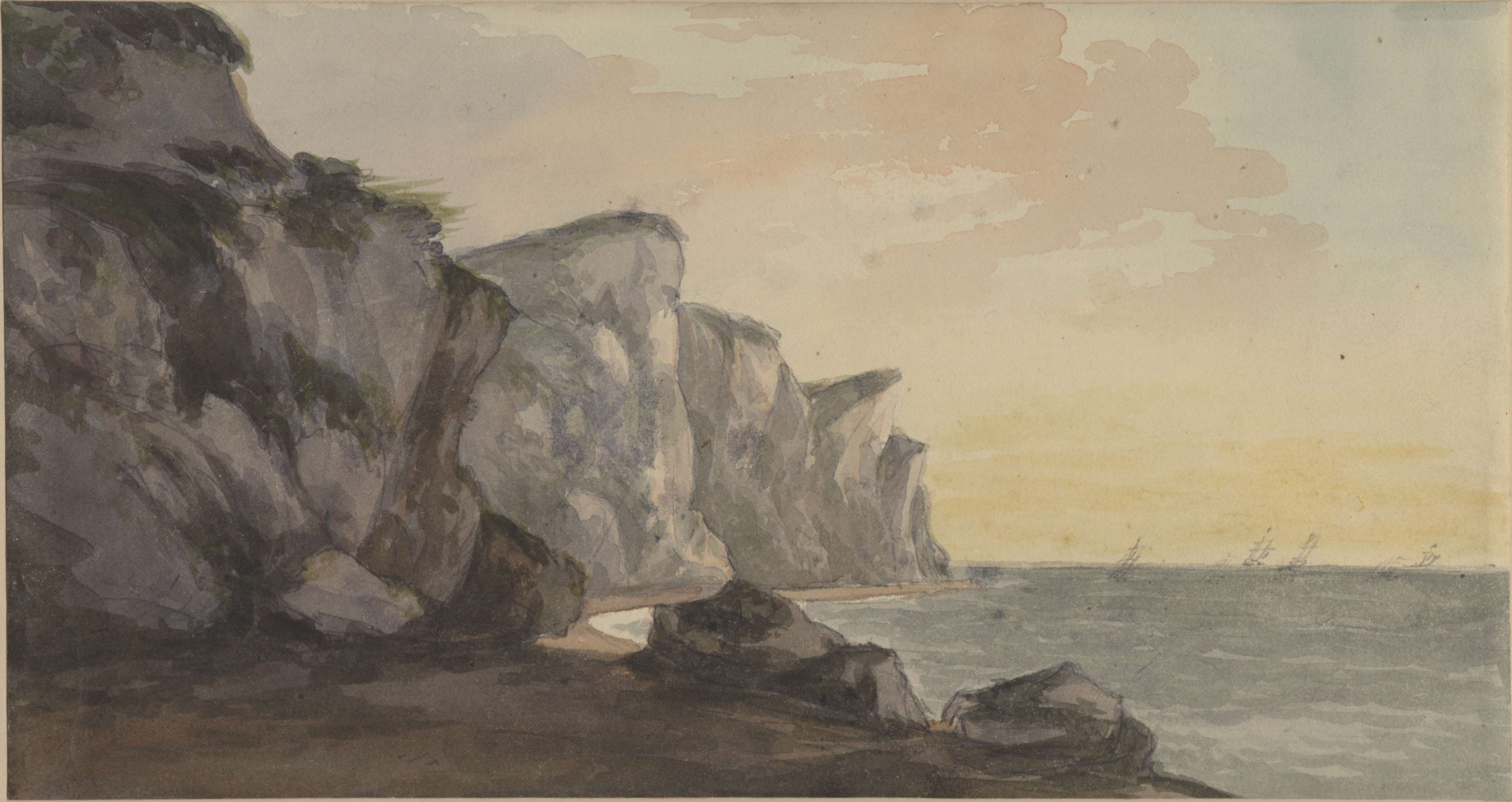
Coast Scene

William Sawrey Gilpin (* 4. Oktober 1762; † 20. Januar 1843 in Sedbury Hall, North Yorkshire) war ein britischer Aquarellmaler, Zeichner und Landschaftsarchitekt. Er war als Berater bei der Anlage von Landschaftsgärten für englische Grundbesitzer tätig und fertigte auch eigene Entwürfe; sein Wirken ist für etwa siebzig Orte belegt. Er verfasste ein Buch über Landschaftsgestaltung.

## Herkunft und Leben
Er war der Sohn von Sawrey Gilpin (1733–1807) und besuchte in Cheam in Surrey die Schule bei seinem Onkel William Gilpin. Er heiratete 1785 Elizabeth Paddock, mit der er zwei oder drei Söhne hatte.
Er starb in Sedbury Hall, North Yorkshire, dem Haus seines Vetters Reverend John Gilpin und wurde im Kirchhof von Gilling West begraben.

## Künstler
In den 1780er Jahren erlernte er autodidaktisch die zeitgenössisch neue Aquatintatechnik und setzte die Vorlagen seines Onkels für dessen Buch Observations on the River Wye … made in the summer of the year 1770 um. Außerdem spezialisierte er sich auf Wasserfarben und wurde 1804 Präsident der Society of Painters in Water-Colours. Er wurde durch George Beaumont, durch den er auch Uvedale Price kennenlernte, unterstützt.

## Zeichenlehrer
Ab 1806 hatte Gilpin eine Anstellung als Zeichenlehrer für Seekadetten an der Royal Military College in Great Marlow (ab 1812 in Sandhurst). Diese scheinbar sichere Lebensstellung verlor er im Rahmen von Budgetkürzungen nach dem Ende der Napoleonischen Kriege im Alter von beinahe 60 Jahren.

## Landschaftsgestalter
Um seine Familie zu unterstützen, begann er als Landschaftsgärtner und -architekt zu arbeiten. Außer seiner künstlerischen Erfahrung hatte er dafür keine Qualifikation. Er wurde ermutigt und unterstützt durch Uvedale Price, dessen Theorien über malerische Landschaftsgestaltung mit seinen Ideen übereinstimmten. Sein Werk zeigt aber auch den Einfluss dessen alten Widersachers Humphry Repton, der 1818 verstorben war.
Gilpin war mit dieser Beschäftigung erfolgreich, er arbeitete an etwa siebzig Gärten (nach seinen eigenen Angaben seien es hundert gewesen). Nur wenige seiner Entwürfe sind überliefert, da seine Rolle mehr die eines Beraters seiner adligen Kundschaft war. Seine Gestaltungen folgten ausdrücklich nicht dem Stil von Lancelot Brown, waren weniger „natürlich“ und dem Stil des Picturesque verpflichtet. Kennzeichen seiner Anlagen waren unregelmäßige Blumenbeete, sanft geschwungene Pfade durch unregelmäßiges Buschwerk und erhöhte Spazierwege.
Es sind folgende Arbeitsplätze bekannt:
- Arbury Hall
- Ashburnham Place
- Audley End House
- Balcaskie House, Fife (1826–1827)
- Bargany
- Barlaston Hall
- Bearwood College
- Beningbrough Hall
- Bentley Priory
- Bicton
- Bignor Park
- Bowhill
- Caledon
- Cassiobury Park
- Clumber Park
- Coleorton Hall
- Crom Castle, County Fermanagh (um 1838)
- Dalkeith House
- Drumlanrig Castle
- Foots Cray Place
- Gorhambury
- Gott’s Park
- Gunton Park
- Hawarden Castle
- Hawkstone
- Hutton-in-the-Forest Hall
- Keele Hall
- Killerton
- Kinfauns Castle
- Knowsley Hall
- Lilleshall Hall
- Lowther Castle
- Marston House
- Mells Park
- Mulgrave Castle
- The New Town Gardens, Princes Street Gardens
- Newliston
- Nuneham Courtenay
- Nuneham House in Oxfordshire, dort legte er das  Pinetum an, das heute das Herzstück des Harcourt Arboretums des Botanischen Gartens der Universität Oxford ist.
- Oteley
- Pell Wall
- Port Eliot
- Powderham Castle
- Royal Estate, Windsor Great Park
- Scotney Castle in Kent
- Sedbury Hall, Richmond
- Shaw Hill
- Sherborne House, Cheltenham
- Sledmere House
- Somerhill Park
- Sudbury Hall
- Trentham Estate, Staffordshire
- Westonbirt House
- Whittingehame House
- Wolterton Hall
- Woodchester Park
- Wortley Hall
- Wynyard Park

## Schriften
- Tour through parts of north Wales (1818, unveröffentlichtes Manuskript, mit Illustrationen)
- Practical Hints upon Landscape Gardening: with some remarks on Domestic Architecture, as connected with scenery (1832, zweite Auflage 1835)